# Première circonscription de la préfecture de Kōchi
La première circonscription de la préfecture de Kōchi (高知県第1区, Kōchi-ken dai-ikku) est l'une des deux circonscriptions législatives que compte la préfecture de Kōchi au Japon. Cette circonscription comptait 311 398 électeurs en date du 1er septembre 2021.

## Description géographique
La première circonscription de la préfecture de Kōchi regroupe les villes de Muroto, Aki, Nankoku, Kōnan et Kami, la moitié est de Kōchi et les districts d'Aki, Nagaoka et Tosa.

## Députés
| Législature | Début de mandat | Fin de mandat | Député élu            |  | Parti politique |
| ----------- | --------------- | ------------- | --------------------- |  | --------------- |
| 41e         | 1996            | 2000          | Kenjirō Yamahara (ja) |  | PCJ             |
| 42e         | 2000            | 2003          | Teru Fukui (ja)       |  | PLD             |
| 43e         | 2003            | 2005          | Teru Fukui (ja)       |  | PLD             |
| 44e         | 2005            | 2009          | Teru Fukui (ja)       |  | PLD             |
| 45e         | 2009            | 2012          | Teru Fukui (ja)       |  | PLD             |
| 46e         | 2012            | 2014          | Teru Fukui (ja)       |  | PLD             |
| 47e         | 2014            | 2017          | Gen Nakatani          |  | PLD             |
| 48e         | 2017            | 2021          | Gen Nakatani          |  | PLD             |
| 49e         | 2021            | 2024          | Gen Nakatani          |  | PLD             |
| 50e         | 2024            | -             | Gen Nakatani          |  | PLD             |